# Newsy Lalonde

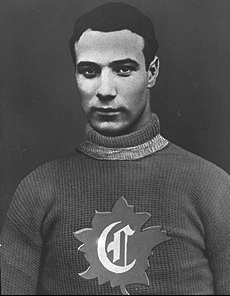

Édouard Charles Lalonde, mais conhecido como Newsy Lalonde (31 de outubro de 1887 - 21 de novembro de 1970) foi um jogador profissional de hóquei no gelo da National Hockey League (NHL) e também jogador profissional de lacrosse. É considerado um dos maiores jogadores da primeira metade do século XX em cada um desses dois esportes.